# 佟大为
佟大为（1979年2月3日—），满族正白旗佟佳氏，中国大陸男演员，生于辽宁抚顺，2001年畢業于上海戏剧学院。2007年主演電視劇《奋斗》一炮而紅，與文章、朱雨辰成為好友。佟大为因拍大制作電影多演男配角，有「黃金男配」的稱號，2013年演出《中国合伙人》并獲得百花奖最佳男配角奖。與同為演員的妻子關悅育有三個兒女。

## 事业
2002年，张元的《我爱你》中作为主演的佟大为，该片入围第13届釜山国际电影节与2003年美国圣丹斯电影节。
2003年，出演電視劇《玉观音》饰演杨瑞，并凭借《玉观音》获第22届中国电视金鹰奖观众喜爱的电视剧男演员奖。
2007年，主演電視劇《奋斗》、《我们无处安放的青春》和《与青春有关的日子》而走紅。
2006年，李玉的《苹果》中作为主演的佟大为，被提名第11届釜山国际电影节最佳新演员奖，并于2007年入围第57届柏林国际电影节主竞赛单元，并角逐最佳男演员奖。
2008年，參與吴宇森的《赤壁》。
2012年，参演张艺谋作品《金陵十三钗》入围第69届金球奖最佳外语片，佟大为是踏上金球奖红毯的首位华语男演员。
2013年，參與陈可辛导演电影《中国合伙人》，饰演片中三位男主角之一，性格中庸的王阳，并獲得第32届大众电影百花奖最佳男配角奖，而在同年6月上映的《天機：富春山居圖》中，他首次挑战反派，演绎了一个变态的日本黑帮首领角色。
2015年他与黄晓明、赵薇合作中美合拍喜剧冒险片《横冲直撞好莱坞》，其喜剧表演得到许多肯定。
2016年，化身爆裂刑警出演犯罪警匪电影《冰河追凶》；11月11日，佟大为与陈妍希、吕云骢合作主演的减压喜剧电影《外公芳龄38》，再展喜剧天赋。
2016年11月23日，佟大为正式被联合国妇女署受命“国别亲善大使”的称号。

## 影视作品

### 电视剧
| 首播年份 | 剧名                 | 角色     |
| 1999年   | 嫂娘                 | 运东     |
| 1999年   | 难得有情人           | 谭咏磷   |
| 2000年   | 世纪人生             | 大明     |
| 2000年   | 绿色婚礼             | 肖勇     |
| 2000年   | 都是天使惹的祸       | 熊峰     |
| 2001年   | 少年包青天II         | 宋仁宗   |
| 2002年   | 海洋馆的约会         | 麦迪     |
| 2003年   | 一网情深             | 周威     |
| 2003年   | 玉观音               | 杨瑞     |
| 2004年   | 出水芙蓉             | 高楚     |
| 2004年   | 醋溜族               | 小白     |
| 2004年   | 红粉世家             | 水村     |
| 2004年   | 苍天有眼             | 吴雨     |
| 2004年   | 第一次的亲密接触     | 痞子蔡   |
| 2004年   | 夏天的味道           | 朱成     |
| 2004年   | 蝴蝶飞飞             | 蓝冬晨   |
| 2004年   | 瘦身家族             | 唐满金   |
| 2006年   | 第八感               |          |
| 2006年   | 与青春有关的日子     | 方言     |
| 2006年   | 一言为定             | 西门虹   |
| 2007年   | 我们无处安放的青春   | 李然     |
| 2007年   | 奋斗                 | 陆涛     |
| 2007年   | 幸福在哪里           |          |
| 2008年   | 所谓婚姻             | 伍德     |
| 2008年   | 幸福还有多远         | 王小毛   |
| 2009年   | 幸福的完美           | 民工     |
| 2009年   | 狙擊手               | 龙绍钦   |
| 2009年   | 女特警               | 刘春     |
| 2010年   | 婚姻保卫战           | 郭洋     |
| 2010年   | 美丽鲜花在开放       | 林皓轩   |
| 2011年   | 水浒传               | 苏东坡   |
| 2011年   | 下南洋               | 简肈庆   |
| 2011年   | 远远的爱             | 林子阳   |
| 2013年   | 门第                 | 何春生   |
| 2013年   | 我的极品是前任       | 相亲对象 |
| 2013年   | 龙门镖局             | 佟承畴   |
| 2013年   | 小爸爸               |          |
| 2014年   | 大丈夫               | 程斌     |
| 2014年   | 我的儿子是奇葩       | 楚汉民   |
| 2014年   | 十送红军             | 张二光   |
| 2015年   | 想明白了再结婚       | 龙夏     |
| 2015年   | 虎妈猫爸             | 罗素     |
| 2015年   | 我的宝贝             | 袁晓凡   |
| 2017年   | 人间至味是清欢       | 丁人間   |
| 2019年   | 如果可以这样爱       | 耿墨池   |
| 2019年   | 奔腾年代             | 常汉卿   |
| 2020年   | 爱的厘米             | 徐清风   |
| 2021年   | 小舍得               | 夏君山   |
| 2021年   | 我们的新时代         | 曹冲     |
| 2021年   | 功勋                 | 孙家栋   |
| 2022年   | 我们的婚姻           | 盛江川   |
| 2022年   | 消失的孩子           | 杨远     |
| 2023年   | 公诉                 | 何陸源   |
| 2024年   | 玫瑰的故事           | 黄振华   |
| 2024年   | 错位(网络剧)         | 顾己鸣   |
| 2024年   | 好运家               | 彭浩东   |
| 2024年   | 奔跑吧医生           | 张弛     |
| 2025年   | 我的后半生           | 沈青     |
| 待公布   | 一念無間             | 苏鸣     |
| 待公布   | 夜色正浓(网络剧)     | 李东明   |
| 待公布   | 宋纸迷踪             | 蓝易     |
| 待公布   | 昨夜将至(网络剧)     |          |
| 未播     | 爱无痕（2013年拍攝） | 佟王     |
| 未播     | 绝密者（2017年拍攝） | 金皓东   |

### 电影
| 上映年份 | 电影名                  | 角色       | 备注               |
| 2001年   | 一百个小偷              | 石刚       |                    |
| 2002年   | 一见钟情                | 赵本宣     |                    |
| 2003年   | 我爱你                  | 王毅       |                    |
| 2003年   | 情牵一线                | 闻涛       | 又名《爱，断了线》 |
| 2003年   | 非常浪漫                | 晓春       |                    |
| 2007年   | 苹果                    | 安坤       |                    |
| 2008年   | 志愿者                  | 肖然       |                    |
| 2008年   | 爱情呼叫转移2：爱情左右 | 股票男     |                    |
| 2009年   | 赤壁2                   | 孙叔财     |                    |
| 2009年   | 大內密探靈靈狗          | 零零虎     |                    |
| 2009年   | 建国大业                | 孔令侃     |                    |
| 2009年   | 火星宝贝之火星没事      | 银行员工   | 客串               |
| 2011年   | 追愛                    | 方明迪     |                    |
| 2011年   | 财神客栈                | 闻问切     |                    |
| 2011年   | 金陵十三钗              | 李教官     |                    |
| 2012年   | 与妻书                  | 林觉民     |                    |
| 2012年   | 十二星座离奇事件        | 陈为       |                    |
| 2012年   | 三个未婚妈妈            | 东北的哥   | 客串               |
| 2013年   | 越來越好之村晚          | 耿直       |                    |
| 2013年   | 中国合伙人              | 王阳       |                    |
| 2013年   | 天机·富春山居图         | 小山本     |                    |
| 2013年   | 不二神探                | 王峰       | 客串               |
| 2014年   | 親愛的                  | 高夏       |                    |
| 2014年   | 一生一世                | 老師       | 客串               |
| 2014年   | 太平輪：亂世浮生        | 佟大慶     |                    |
| 2014年   | 我的早更女友            | 袁曉鷗     |                    |
| 2014年   | 微爱之渐入佳境          | 保安       | 客串               |
| 2015年   | 疯狂外星人              | 小欧       | 中國版配音         |
| 2015年   | 何以笙箫默              | 應暉       |                    |
| 2015年   | 橫衝直撞好萊塢          | Sam/方大伟 |                    |
| 2015年   | 太平輪（下）            | 佟大慶     |                    |
| 2016年   | 冰河追凶                | 汪豪       |                    |
| 2016年   | 外公芳龄38              | 何志武     |                    |
| 2018年   | 那些女人                | 保老師     | 客串               |
| 2018年   | 破梦游戏                | 江山       |                    |
| 2018年   | 来电狂响                | 賈迪       |                    |
| 2019年   | 我和我的祖國            | 羅浪       |                    |
| 2020年   | 聖荷西謀殺案            | Tang       |                    |
| 2021年   | 1921                    | 张静江     |                    |
| 未上映   | 午夜慢车                | 繆大同     |                    |

### 舞台剧
- 《夜店》
- 《安娜-桂丝蒂》
- 《成长》
- 《智齿》
- 《决心的讯号》

### 歌曲
- 一念之间
- 男不帅女不爱
- 大世界小作为
- 我如此确定
- 我想更爱你
- 我们无处安放的青春
- 幻想无罪
- 持续的
- 智齿

## 曾获奖项
- 2003年 2003“超级飓风”MTV音乐盛典内地最佳新人奖
- 2003年 北京电视周刊“年度公评奖”最受观众欢迎新人奖
- 2004年 获第22届大众电影金鹰奖最受观众喜爱的电视剧男演员奖（玉观音）
- 2007年 获首届BTV年度影视盛典“最佳人气”奖（奋斗）
- 2015年 第17届华鼎奖 中国百强电视剧最佳男主角《虎妈猫爸》
- 2003年 第9届中国电影华表奖优秀新人男演员奖
- 2004年 第22届中国电视金鹰奖最受观众喜爱的电视剧男演员奖
- 2005年 第5届中国电视艺术双十佳十佳演员奖
- 2006年 第11届釜山国际电影节最佳新演员奖
- 2012年 第12届华语电影传媒大奖观众票选最受瞩目男演员奖
- 2013年 第5届英国万像国际华语电影节最受欢迎演员奖
- 2013年 第56届亚太影展最佳男配角奖
- 2013年 第5届英国万像国际华语电影节最佳男演员奖
- 2013年 第50届台湾电影金马奖最佳男配角奖
- 2014年 第33届香港电影金像奖最佳男配角奖
- 2014年 第12届中国长春电影节最佳男配角奖
- 2014年 第32届大众电影百花奖最佳男配角奖
- 2014年 第十届中美电影节年度最佳男配角奖
- 2015年 第16届华鼎奖最佳男配角奖
- 2015年 第17届华鼎奖中国百强电视剧最佳男主角奖
- 2015年 第20届亚洲电视大奖最佳男主角奖
- 2016年 2017爱奇艺尖叫之夜年度突破电影演员
- 2024年 2024爱奇艺尖叫之夜观众喜爱的演员